# Petrol (discotheek)
Petrol was een club op d'Herbouvillekaai 25 in Antwerpen (België).

## Geschiedenis
Ooit was dit een afvalverwerkingsbedrijf. Na jaren van leegstand vestigde Petrol zich hier in 2004. Er werd weinig gesnoeid in de bestaande architectuur, zodat de club steeds een erg industriële look had. Er waren in Petrol zowel liveoptredens als dj-sets. De muziek in Petrol was vrij eclectisch. De liveoptredens waren eerder alternatief te noemen; zo speelden onder andere LCD Soundsystem, Nouvelle Vague, Millionaire, DAAN, Briskey en Absynthe Minded al live in Petrol, maar heeft er eveneens al een concert van Hormonia plaatsgevonden. De gespeelde dj-sets vallen grotendeels onder de noemer electro.

## Sluiting
Eind 2016 liep het tijdelijk huurcontract met de stad af. Dit betekent het einde van Petrol: de laatste openingsdag was 26 november 2016. De site werd later ontwikkeld tot bedrijventerrein in het kader van het project Blue Gate op de terreinen van Petroleum-Zuid.